# Balksparre
Balksparre var en svensk medeltida frälsesläkt från Uppland, vars medlemmar inte kallade sig så, utan ätten har fått sitt sitt sentida namn av Jan Raneke efter ett heraldiskt vapen som medlemmarna förde i olika varianter . Ätten dog förmodligen ut under 1400-talet innan Sveriges Riddarhus grundades 1625, varför den aldrig introducerades där som adelsätt.
Vapen: En sköld med en balk belagd med sparre vilken fördes i några olika varianter 
Till denna ätt har räknats ett antal personer som sannolikt var besläktade med varandra eftersom de förde likartade vapen. Hur släktsambanden såg ut är dock endast delvis känt. En av de mest framstående var kungens fogde i Hälsingland Johan Ingemarsson, också känd som förmyndare till den 1326 omyndige Israel Birgersson., vilken var son till lagman Birger Persson till Finsta.